# Polydolopimorphia
Polydolopimorphia — це вимерлий ряд метатерій, більш близький до сучасних сумчастих, ніж до інших вимерлих ссавців. Відомі з палеоцену-пліоцену Південної Америки та еоцену Антарктиди, вони були різноманітною групою протягом палеогену, заповнюючи багато ніш, перш ніж зменшитися та вимерти наприкінці неогену. Він поділяється на два підряди, Bonapartheriiformes і Polydolopiformes. Морфологія зубів припускає, що полідолопіморфії можуть належати до групи сумчастих, що гніздяться в Австралідельфії. Група містила всеїдні, фруктоїдні та рослиноїдні форми.